# Magnus Manske
Heinrich Magnus Manske (nascut el 24 de maig de 1974 a Colònia, Alemanya) és un científic sènior al Wellcome Trust Sanger Institute de Cambridge, Regne Unit, i un desenvolupador de programari que va crear una de les primeres versions del programari MediaWiki.

## Educació
Va estudiar bioquímica a la Universitat de Colònia i es va doctorar l'any 2006. La seva tesi era sobre una eina de programari lliure per a la biologia molecular anomenada GENtle.

## Carrera
Mentre estudiava va ser un dels primers col·laboradors a l'enciclopèdia en línia Nupedia, precursora de la Viquipèdia, i més tard va crear una de les primeres versions del programari MediaWiki que és la base de la Viquipèdia. Manske treballa dins @Cambridge amb el Wellcome Trust Sanger Institute de Cambridge des de l'abril de 2007, però segueix participant d'eines per a la Viquipèdia i Wikidata.
L'any 2012, va ser coautor d'un document publicat a Nature que demostrava noves formes d'identificar àrees on es desenvolupa el paràsit de la malària i descrivia tècniques per crear mapes amb la resistència a la medicina contra la malària. Els investigadors van desenvolupar una tècnica per a extraure l'ADN del paràsit de la malària directament de la sang, fet que minimitza els errors de seqüenciació.

## Desenvolupament de MediaWiki
Durant la seva etapa educativa era un dels col·laboradors més actius al projecte Nupedia, lliurant contingut sobre biologia i desenvolupant eines i complements per Nupedia. Més endavant, l'any 2002, molest per les limitacions del programari, va desenvolupar una de les primeres versions del que després havia de ser MediaWiki.
El programari wiki utilitzat inicialment per la Viquipèdia s'anomenava UseModWiki i estava escrit en Perl. Quan la Viquipèdia va començar a créixer i varen aparèixer els primers problemes d'escalat, l'estiu de 2001, en Manske va començar a treballar en l'eina que substituiria al UseModWiki, que utilitzaria una base de dades i que tindria prestacions específiques per la wikipedia. El 25 de gener de 2002, va alliberar la primera versió d'un motor wiki en PHP que utilitzava MySQL, anomenat Phase II. Una de les innovacions implementades per Manske a Phase II va ser l'ús d'espais de noms a fi de separar diferents tipus de pàgines, com la de "Discussió" o "Usuari", el qual destacava respecte a l'anterior programari wiki, que no tenia diferents espais de noms. Phase II també va introduir altres característiques que encara s'utilitzem, com les pujades, llistes de vigilància, signatures automàtiques i llistat de contribució d'usuaris. La reescriptura d'en Manske també va facilitar la integració de fotografies als articles de la Viquipèdia i va crear un nou grup d'usuaris: els administradors, amb capacitat per esborrar pàgines i bloca els vàndals.
Manske era partidari del programari lliure i més específicament de la llicència GPL, i va publicar el seu treball a les primeres versions del MediaWiki sota aquesta.
Phase II va patir problemes de càrrega a mesura que la Viquipèdia va continuar creixent, així que en Lee Daniel Crocker va crear-ne una altra versió, Phase III, que es va utilitzar des del juny de 2002 i que des de l'any 2003 es va anomenar "MediaWiki". El programari MediaWiki resultant s'utilitza actualment com a plataforma base de la Wikimedia i molts projectes germans, així a moltes organitzacions i institucions.
Manske continua desenvolupant eines i extensions per al MediaWiki, incloent eines per crear categories de membres, computar interseccions de categories i importar imatges des de Flickr al Commons. També va desenvolupar l'extensió Cite, que va portar una sintaxi similar a l'XML a la gestió de cites.

## Reconeixements
És reconegut com el creador del primer article en la Viquipèdia alemanya, el qual és el de la reacció en cadena de la polimerasa, escrit per ell l'any 2001.
L'any 2002 Jimmy Wales va instaurar el 25 de gener com el dia Magnus Maske, en honor de les seves contribucions a la Viquipèdia, proclamant que «Avui a l'hora de sopar, cada Viquipedista hauria de fer un brindis pel Magnus i totes les seves creacions».
Larry Sanger, en les seves memòries sobre els inicis de la Viquipèdia, ressaltava les contribucions que Manske va fer al projecte i atribueix l'èxit de la Viquipèdia a un grup de persones, amb Manske en un lloc important:
| « | La Viquipèdia va començar amb un grapat de persones, moltes de Nupedia. La influència dels Nupedians va ser crucial al principi. Penso, especialment, en el incansable Magnus Manske (qui va treballar en el programari per ambdós projectes), el nostre becari insistent, en Ruth Ifcher, i el molt intel·ligent programador i jugador de póker, Lee Daniel Crocker—per anomenar alguns. Així, perquè el projecte va començar amb aquest gran grup de persones, vàrem ser capaços d'adoptar, explicar i promocionar bons hàbits i polítiques a les noves persones. Les arrels de la Nupèdia del projecte van ajudar a desenvolupar una comunitat robusta, funcional i exitosa. | » |

Manske, juntament amb altres, va ser reconegut com un dels majors contribuïdors a MediaWiki per l'associació USENIX Advanced Computing Technical Association, quan MediaWiki i la Fundació Wikimedia varen rebre el premi STUG (Grup d'Usuari d'Eines de Programari).